# Коханівка (Бериславський район)
Коханівка — село в Україні, у Калинівській селищній громаді Бериславського району Херсонської області. Населення становить 737 осіб.

## Назва
19 вересня 2024 року Верховна Рада підтримала перейменування села Краснолюбецьк на Коханівка. 26 вересня 2024 року перейменування набуло чинності.

## Історія
12 червня 2020 року, відповідно до Розпорядження Кабінету Міністрів України від № 726-р «Про визначення адміністративних центрів та затвердження територій територіальних громад Херсонської області», увійшло до складу  Калинівської селищної громади.
19 липня 2020 року, в результаті адміністративно-територіально-територіальної реформи та ліквідації Великоолександрівського району, село увійшло до складу Бериславського району.
Село було тимчасово окуповане російськими військами наприкінці лютого 2022 року. 10 листопада 2022 року визволене Збройними силами України в ході контрнаступу в Херсонській області.

## Населення

### Мовний склад
Рідна мова населення за даними перепису 2001 року:
| Мова       | Чисельність, осіб | Доля     |
| ---------- | ----------------- | -------- |
| Українська | 697               | 94,57 %  |
| Російська  | 35                | 4,75 %   |
| Інше       | 5                 | 0,68 %   |
| Разом      | 737               | 100,00 % |